# Roman Pomianowski
Roman Pomianowski (ur. 28 lutego 1954 w Bielsku, zm. 7 stycznia 2006 w Szczecinie) – kapitan żeglugi wielkiej, wiceprezes Zarządu Morskich Portów Szczecin i Świnoujście.

## Życiorys
Maturę i tytuł technika elektronika uzyskał w istniejącym od 1 września 1946 r. Technikum Energetycznym Nr 1 w Łodzi (obecnie Zespół Szkół Ponadgimnazjalnych nr 9 w Łodzi im. Komisji Edukacji Narodowej) przy al. Politechniki 38. Absolwent Wyższej Szkoły Morskiej w Szczecinie (rocznik 1979). Po ukończeniu studiów do 1992 pracował w Polskiej Żegludze Morskiej. Wykładowca Studium Doskonalenia Kadr Oficerskich Akademii Morskiej w Szczecinie, oraz ekspert Komisji Akredytacyjnej Uczelni Technicznych. Od początku 2001 prezes PŻB. Od kwietnia 2001 dyrektor Urzędu Morskiego w Szczecinie. Od 2002 Konsul Honorowy Republiki Słowacji. Od 2003 Członek Zarządu Morskich Portów Szczecin i Świnoujście SA. Odznaczony Srebrnym Krzyżem Zasługi. Spoczął na szczecińskim cmentarzu Centralnym kwatera 28A, rząd 20, grób 5A.